# Muhlenbergia eriophylla
Muhlenbergia eriophylla är en gräsart som beskrevs av Jason Richard Swallen. Muhlenbergia eriophylla ingår i släktet muhlygräs, och familjen gräs. Inga underarter finns listade i Catalogue of Life.